# Arnt von Aich
Arnt von Aich, („Aich“ = „aus Aachen“) auch Arnd von Aich, (* 15./16. Jahrhundert in Aachen (?); † zwischen vor dem 28. Juni 1530) war ein Kölner Buchdrucker.
Von Aich war Besitzer der Lupuspresse in Köln. Er hatte um 1520, nach anderen Quellen um 1510, unter dem Titel „75 hubscher Lieder myt Discant, Alt, Bas und Tenor“ ein vierstimmiges Liederbuch, die älteste weltliche Liedersammlung Deutschlands, mit 75 anonymen Stücken herausgegeben. Wahrscheinlich umfasst dieses Liederbuch das Repertoire der Hofkapelle des Augsburger Bischofs Friedrich II. von Zollern († 1505). Die Lieder gehören in das Umfeld von Heinrich Isaac, Paul Hofhaimer, Erasmus Lapicida und Matthaeus Pipelare. Um 1526 zog sich von Aich aus der Druckerei zurück. Sein Schwiegersohn Laurenz von der Mülen führte nach Aichs Tod die Druckerei für die Witwe und den noch nicht volljährigen Sohn Johann von Aich († 1553) weiter.

## Ausgabe des Liederbuches
- Das Liederbuch des Arndt von Aich : Gesamtausgabe, herausgegeben von Dieter Eichler und Dieter Klöckner, Stuttgart : Cornetto-Verlag 2011, ISMN: M-50100-979-4.